# Операція «Гальвестон»
Опера́ція «Га́львестон» (англ. Mission Galveston) — одна зі складових Нормандської повітрянодесантної операції, яка була проведена американськими повітрянодесантними військами 7 червня 1944 року на території Франції в ході висадки військ союзників у Нормандії.
Головним завданням операції ставилося проведення десантування посадочним способом планерів з підкріпленнями 82-ї повітрянодесантної дивізії на узбережжя Нормандії.

## Десантування82-ї дивізії— місія «Гальвестон»
| Серія | Підрозділ | Формування ВТА            | Кіл-сть літаків C-47 | Кіл-сть планерів | Аеродром зльоту        | Майданчик приземлення | Час десантування |
| 34    | 1/325-го планерного полку рота «А» 307-го іб                                                                                   | 437-ма тактична група ВТА | 26                   | 32 CG-4 18 Horsa | Рамсбері (база ВПС)    | LZ «W»                | 07:00            |
| 35    | штаб та штабна рота 325-го планерного полку; рота «А» 307-го іб; розвідвзвод 82-ї пдд; дивізійна артилерія; техніка 508-го пдп | 434-та тактична група ВТА | 50                   | 50 CG-4          | Олдермастон (база ВПС) | LZ «W»                | 07:10            |

Дві додаткові місії з постачання планерами військ під кодовими назвами «Галвестон» та «Хакенсак» розпочалися пополудні 7 червня, доставив ввечері на поле битви підрозділи 325-го планерно-десантного полку 82-ї дивізії. Врахувавши складності умов проведення перекидання військ повітрям у ході операції «Ельміра», у розробку плану постачань були внесені суттєві зміни й десант наразі прямував понад річкою Дув та, уникнувши втрат від вогню противника, зміг вдало приземлитися на майданчик приземлення LZ Е, яку утримували підрозділи 101-ї дивізії.
Першою місією «Галвестон» був доставлений 1-й планерно-десантний батальйон полку та артилерійські підрозділи. Маючи майже 100 літаків з планерами, о 18:55 десант доставив на півострів до 1000 десантників посилення з 20 артилерійськими системами та 40 автомобілями. Однак жорстке приземлення призвело до травм та аварій, через що до 100 чоловік 325-го полку отримало поранення, 17 з них загинуло. Наступна хвиля була більш вдалою та закінчилася з мінімальними втратами.
Після завершення місії «Хакенсак», якою до Нормандії була доставлені решта планерного полку за станом на 22:15 усі 3 батальйони планерного полку були зосереджені при наявності 90% особового складу. 325-й полк перейшов до резерву командира дивізії й був передислокований в Шеф-дю-Пон.